# سوغات (فیلم)
سوغات (انگلیسی: The Souvenir) یک فیلم در ژانر درام به کارگردانی جوانا هاگ است که در سال ۲۰۱۹ منتشر شد. از بازیگران آن می‌توان به تام برک و تیلدا سوینتن اشاره کرد.